# Jakubówka (obwód tarnopolski)
Jakubówka – wieś na Ukrainie w rejonie czortkowskim należącym do obwodu tarnopolskiego.